# Домањовце
Домањовце (слч. Domaňovce) насељено је мјесто са административним статусом сеоске општине (слч. obec) у округу Љевоча, у Прешовском крају, Словачка Република.

## Становништво
| Година:    | 1994. | 2004.   | 2014.   | 2024.   |
| ---------- | ----- | ------- | ------- | ------- |
| Број људи: | 873   | 880     | 930     | 919     |
| Разлика:   |       | +0,80 % | +5,68 % | -1,18 % |

| Година:    | 2023. | 2024.   |
| ---------- | ----- | ------- |
| Број људи: | 882   | 919     |
| Разлика:   |       | +4,19 % |

Према подацима о броју становника из 2011. године насеље је имало 939 становника.